# Witte Wijk
Le Witte Wijk est un court canal néerlandais de la province de Drenthe.
Le canal mesure 2 kilomètres. Il relie l'Opsterlânske Kompanjonsfeart frison au Drentsche Hoofdvaart. Le canal est situé au nord-ouest du village de Smilde.